# Nordwestzentrum
Het Nordwestzentrum (afgekort: NWZ) is een winkelcentrum in de woonwijk Nordweststadt in Frankfurt-Heddernheim. De inwoners van Frankfurt noemen de wijk liefkozend ‘Nordi’, net als de Nordweststadt in het algemeen. 

## Algemeen
Het Nordwestzentrum werd in 1968 geopend als multifunctioneel districtscentrum en behoort tegenwoordig tot het particuliere Nordwest-Zentrum Verwaltungsgesellschaft mbH. Naast 150 winkels, speciaalzaken en dienstverleners beschikt het complex over een eigen metro-aansluiting (U-Bahn-lijnen U1 en U9) en een intern busstation voor zes buslijnen. In het centrum zijn ook tal van sociale en gemeentelijke voorzieningen gevestigd.
Het Nordwestzentrum is gebouwd volgens het stedenbouwkundige principe van een eilandoplossing: een ovaal gebied van 390 bij 240 meter vormt het centrum, omgeven door een brede ringweg. De wijk ligt aan de oostelijke rand van de woonwijk Nordweststadt en grenst direct aan de Rosa-Luxemburg-Straße, een snelweg van Frankfurt naar de Taunus. De Erich-Ollenhauer-Ring is een grote rotonde rondom het stadscentrum, met toegang tot de parkeergarage en het busstation. Vijf verhoogde voetgangersbruggen leiden naar de aangrenzende wijken: de Nordweststadt-Steg, de Niederurseler Steg, de Heddernheimer Steg, de Römerstadt -Steg en de Praunheimer Steg.

## Geschiedenis

### Concept, constructie en opening

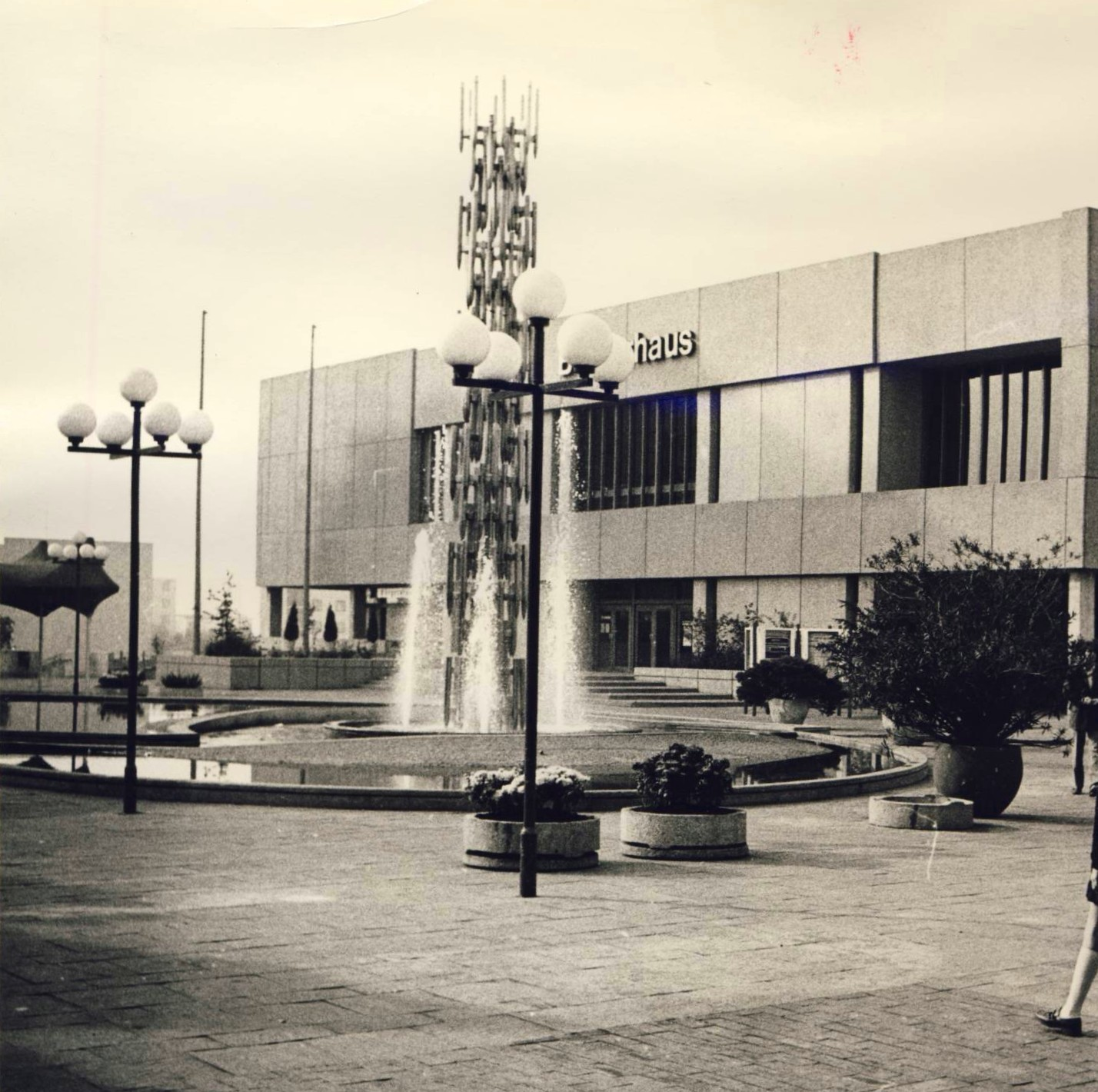
Nordwestzentrum, gemeenschapscentrum met de fontein van Hermann Goepfert

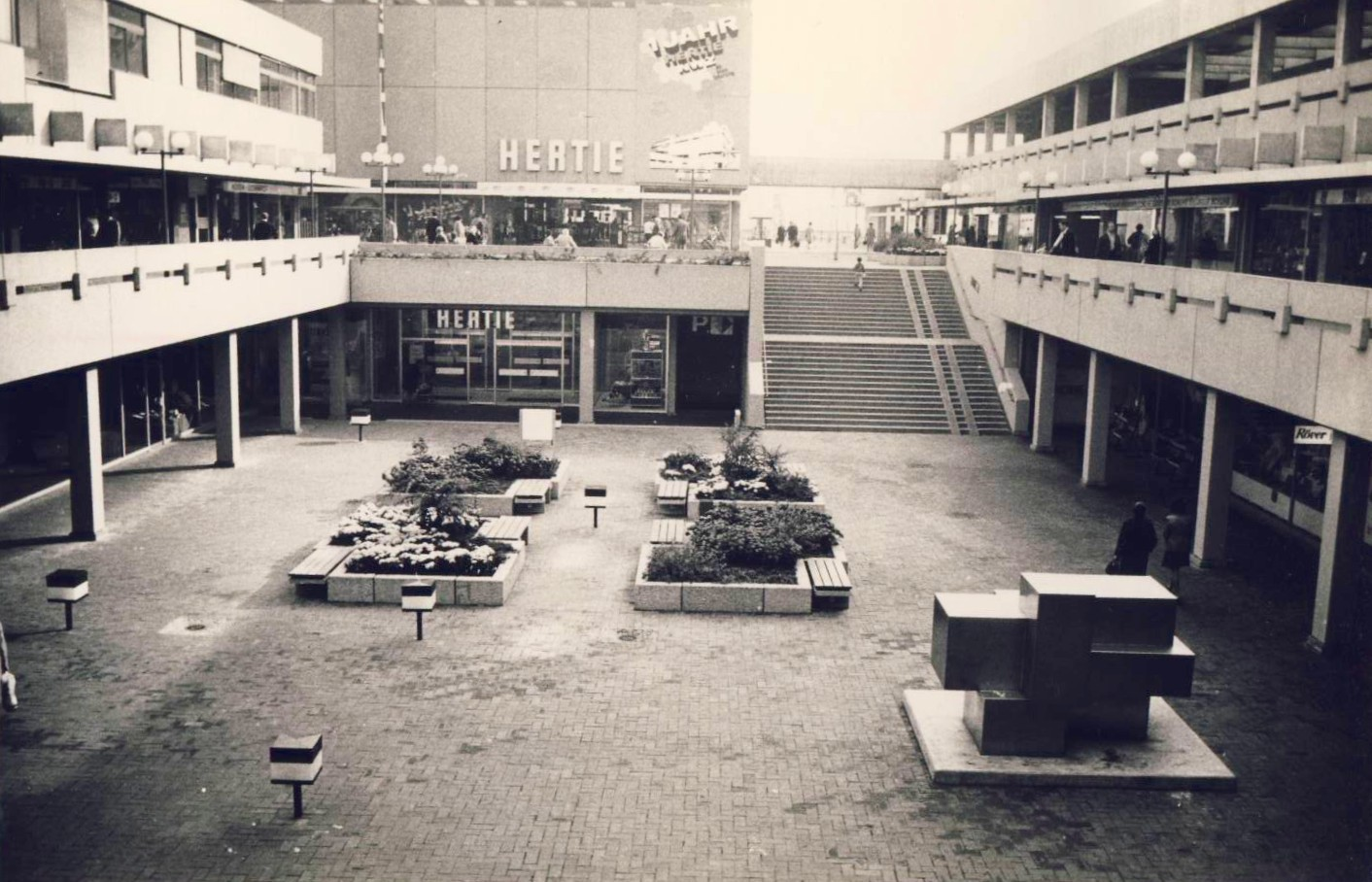
Nordwestzentrum, winkelverdieping met een sculptuur van Hans Steinbrenner

Het Nordwestzentrum werd tussen 1965 en 1968 gebouwd volgens de plannen van de architecten Otto Apel, Hannsgeorg Beckert en Gilbert Becker en was aanvankelijk eigendom van de Neue Heimat.
Het oorspronkelijke uiterlijk van het centrum werd gekenmerkt door een typische jaren-70-sfeer. Daarom werden de geveldelen en plantenbakken vaak van zichtbeton gemaakt. Het werd ontworpen als cultureel en economisch centrum van het noordwestelijke deel van de stad. Vanaf het begin tot op de dag van vandaag zijn er onder andere het gemeenschapscentrum met een grote evenementenzaal en de wijkbibliotheek, een overdekt zwembad, een kinderdagverblijf en diverse dokterspraktijken gevestigd. Tot de verhuizing in het voorjaar van 2017 huisvestte het Nordwestzentrum het 14e Politiebureau en brandweerkazerne 21.
Op 4 oktober 1968 werd het Nordwestzentrum geopend als eerste winkelcentrum van Frankfurt. Toen de metro van Frankfurt diezelfde dag werd geopend, stroomden tienduizenden mensen naar het stadscentrum.
Vanwege de zeer korte bouwperiode en kwaliteitsgebreken was de constructie eind jaren 1980 al snel toe aan renovatie. Door het binnendringen van regenwater raakte het gewapend beton ernstig beschadigd, waardoor veel pijlers in de parkeergarage door dikke houten balken moesten worden ondersteund. Het Nordwestzentrum werd, net als veel andere gebouwen die in de jaren 1960 werden gepland, gezien als een architectonisch drama. Het aantal bezoekers daalde hierdoor sterk. Investeerders voor de noodzakelijke renovatie werden in eerste instantie niet gevonden en er werd zelfs gesproken over sloop van het centrum.

### Renovaties in de jaren 1980 en 1990

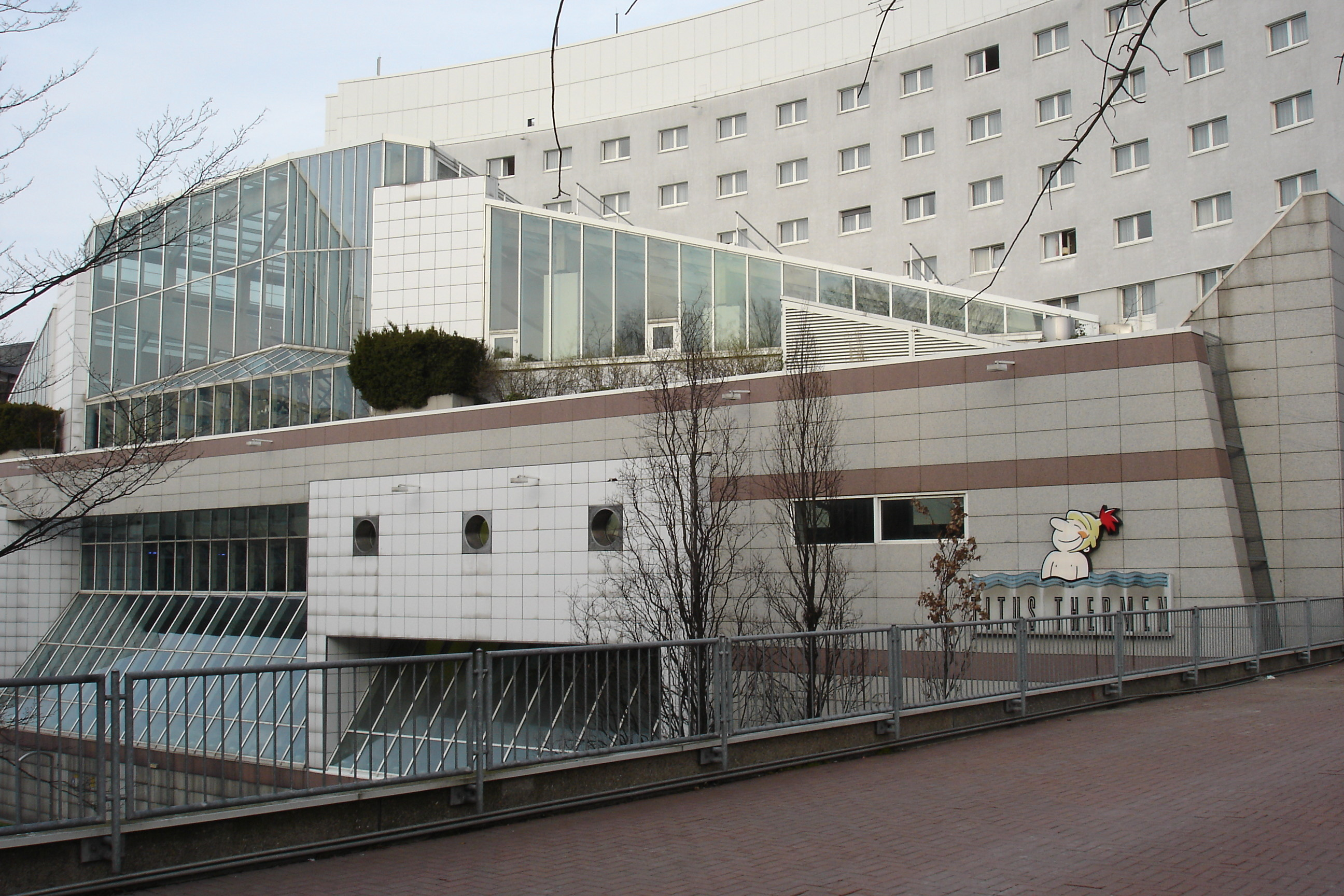
Overdekt zwembad Titus-Thermen

In 1986 werd het centrum verkocht aan managementconsultant Georg Faktor, die het volledig renoveerde en herinrichtte naar het voorbeeld van Amerikaanse winkelcentra. Voor de renovatie in 1986/1987, waarbij enorme gebogen glazen daken werden toegevoegd aan de twee open winkelgalerijen, ontving het NWZ een architectuurprijs van de International Council of Shopping Centers (ICSC, een vereniging van winkelcentra) voor 's werelds beste herontwerp van een winkelcentrum.
Begin jaren 1990 kocht Josef Buchmann het Nordwestzentrum van de familie Faktor en renoveerde het volledig. Het is nog steeds in zijn bezit. Het aantal bezoekers neemt nu weer gestaag toe. Al in 1992 werd het centrum uitgebreid met een nieuw gebouwencomplex, bestaande uit een hotel, een restaurant, een groot fitnesscentrum en een avonturenzwembad (Titus-Thermen) op de plaats van het oude overdekte zwembad. Hiervoor moest een hoogbouw van een hogeschool aan de westrand van het centrum worden gesloopt. Het vernieuwde gemeenschapscentrum heet nu Titus Forum en wordt beheerd door Saalbau GmbH.
Eind jaren 1990 werd het warenhuis Hertie, destijds het grootste warenhuis in het centrum, gesloten en na renovatie opgedeeld in vijf kleine winkels en uitgebreid. Tot 2004 was er in het Nordwestzentrum geen warenhuis meer gevestigd.

### Uitbreiding 2001 tot 2004

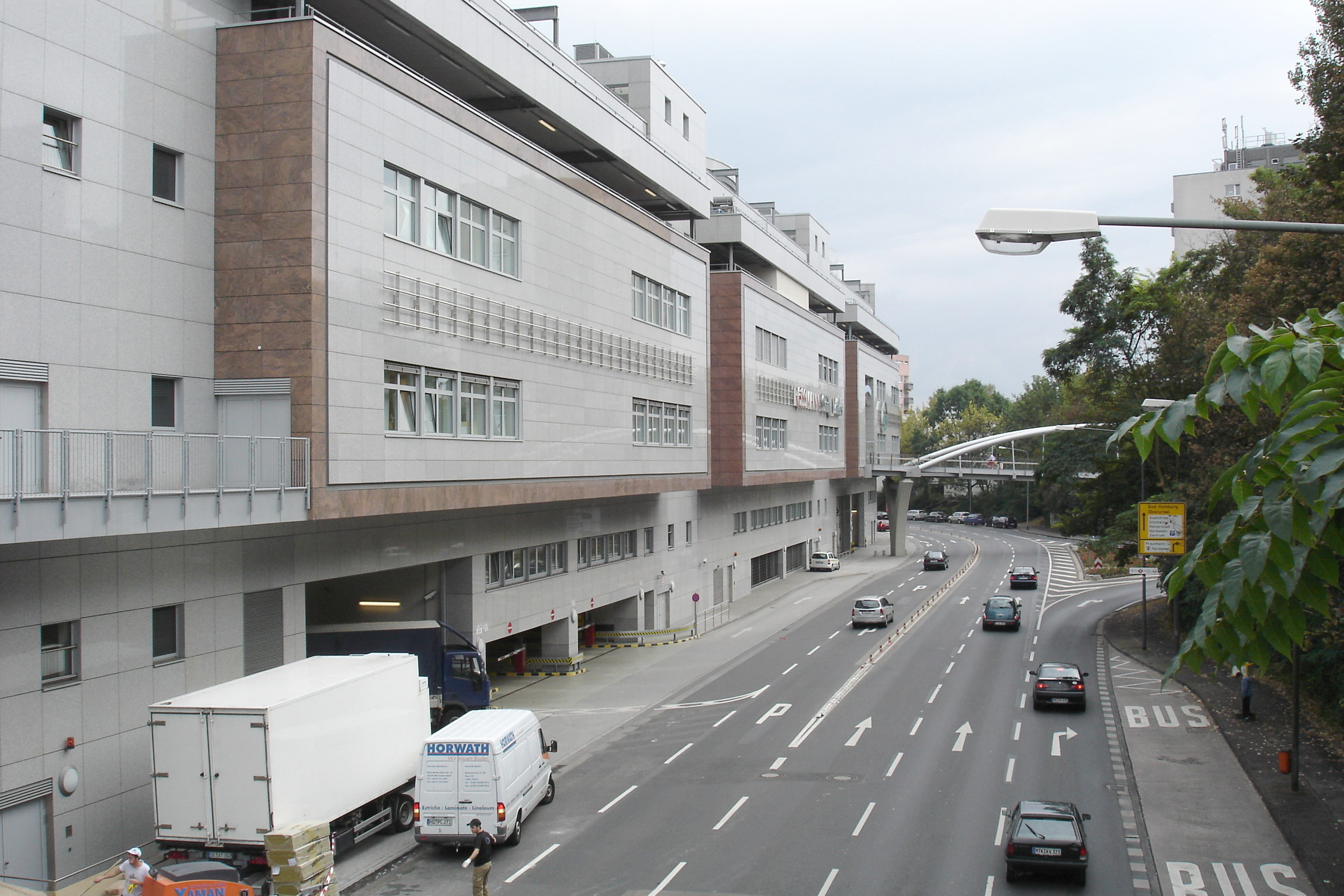
Noordwestzentrum (westzijde met uitbreiding) aan de Erich-Ollenhauer-Ring

Na de uitgebreide revitalisering van het centrum in de jaren 1980 gaven de investeerders architectenbureau JSK de opdracht om het centrum met ongeveer de helft van de verhuurbare winkeloppervlakte uit te breiden. In december 2001 begon men met de uitbreiding van een winkelstraat met 3.000 m². Hierdoor ontstond 37.000 m² aan verhuurbare winkel- en horecaruimte. De aantrekkelijkheid van het bestaande winkelcentrum moest worden vergroot door hoogwaardige natuurstenen vloeren en gevels, verbeterde toegang tot de roltrappen, glazen daken en meer beplanting. De totale kosten bedroegen € 180 miljoen.
Het was ten tijde van de bouwwerkzaamheden de grootste bouwplaats in Frankfurt en een van de grootste in de hele regio Hessen. Volgens het bouwbedrijf Ed. Züblin Stuttgart werd ongeveer 10.000 ton staal verwerkt. Om een vlot verloop van de bouwwerkzaamheden te garanderen, waren naast de ongeveer 180 werknemers ook nog eens 50 ingenieurs, architecten en planners aanwezig. Het was de bedoeling dat het dagelijkse klantenaantal van circa 30.000 tot 40.000 ook tijdens de verbouwingswerkzaamheden behouden blijft.

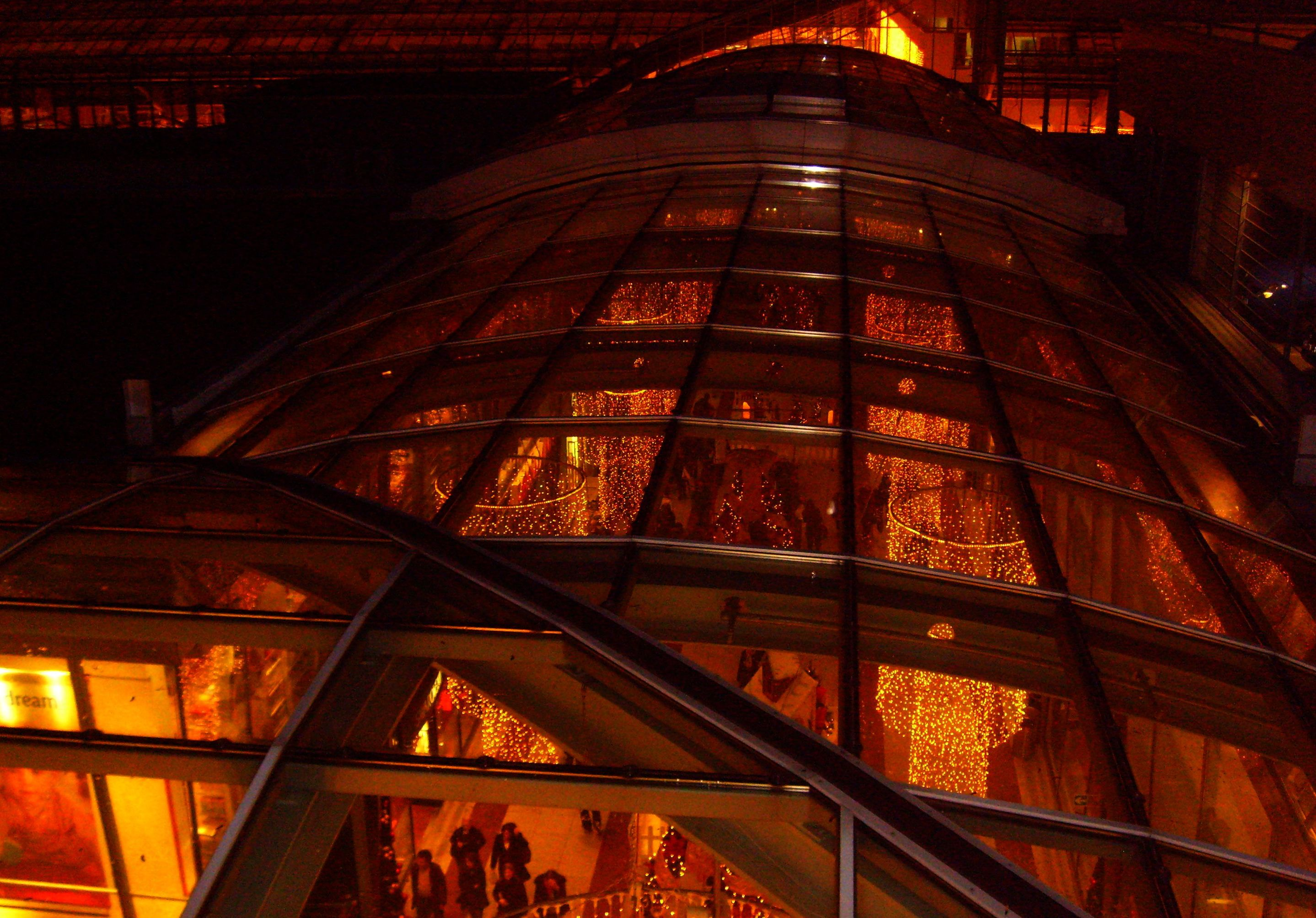
Nordwestzentrum op een zaterdag voor Kerstmis 2009

De derde passage, de zogenaamde Fashion Boulevard, werd in het najaar van 2004 geopend. Het Nordwestzentrum wordt sindsdien beschouwd als een van de grootste winkelcentra van Duitsland. Naast diverse textielwinkels zijn er ongeveer 1.200 m² bestemd voor de horeca. De grootste huurder van het nieuwe gebouw, dat een vloeroppervlakte heeft van circa 15.000 m², verdeeld over drie verdiepingen, was aanvankelijk het warenhuis Galeria Kaufhof, dat echter in 2019 definitief sloot. Met 30 nieuwe winkels is het aantal aanbieders gegroeid tot ruim 150 en zijn er circa 1.000 nieuwe banen (inclusief parttimebanen) gecreëerd. Ondanks het dak geldt dit gedeelte niet als besloten ruimte. Roken in de passage bleef daarom ook na de invoering van de Hessische Wet op de Bescherming van Niet-rokers toegestaan. Hierdoor zijn hier en daar soms rookpluimen zichtbaar. 
Naast de nieuwe winkelruimte is op de plek van een voormalig studentenhuis een wolkenkrabber van 13 verdiepingen verrezen, met 36 appartementen op de drie bovenste verdiepingen. Van de circa 6.300 m² aan huurruimte in de hoogbouw is circa 1.300 m² bestemd voor woonruimte en de rest is kantoorruimte.
Na de renovatie en uitbreiding zijn er ongeveer 3.500 parkeerplaatsen beschikbaar voor klanten. De circa 1.300 nieuwe parkeerplaatsen zijn gelegen boven de nieuwe winkels in drie parkeerdekken, die via een spindel vanuit de bestaande ondergrondse parkeergarage ontsloten worden. Tegelijkertijd werd het parkeerterrein uitgerust met een parkeergeleidingssysteem.

### Renovatie 2017 tot 2019
In 2017 startte een ander renovatieproject dat tot 2019 zou duren. Door de brandweerkazerne en het politiebureau te verplaatsen en de bestaande magazijnruimte aanzienlijk te verkleinen, ontstond er ruimte voor 45 nieuwe winkels. Het commerciële oppervlak werd met slechts 4.000 m² vergroot tot een totaal van 94.500 m². Destijds bezochten gemiddeld 45.000 klanten per dag het Nordwestzentrum. Sinds het najaar van 2017 is het VHS-Zentrum Nord van de Volkshochschule Frankfurt am Main gevestigd in de voormalige brandweerkazerne van het Nordwestzentrum. De werkzaamheden kostten € 60 tot 80 miljoen. Na de oplevering zal het Nordwestzentrum qua winkeloppervlakte opnieuw het grootste winkelcentrum in het Rijn-Maingebied zijn, gevolgd door het Main-Taunus-Zentrum.